# シルクウェイ航空
シルクウェイ航空（英語：Silk Way Airlines）はアゼルバイジャンの首都バクーを拠点とする貨物航空会社であり、シルクウェイグループの傘下にある。
中央アジアを中心に欧米など世界各国の政府機関や企業からの輸送依頼を担っており、同じ空港を拠点とするアゼルバイジャン航空とは協力関係にある。

## 歴史
- 2001年に設立され、2001年10月6日に商業飛行を開始した。
- 2015年初頭、シルクウェイウエスト航空が、ボーイング747-8F型機、747-8F型機を発注[1]。
- 2015年5月、アントノフAn-178のローンチカスタマーとなり、10機を発注した。
- 貨物航空でありながら、2017年には旅客型のボーイング737 MAX型機10機を発注し、近い将来に旅客サービスも展開する見込みである[2]。
- 2017年7月、シルクウェイ航空が、武器メーカーや民間企業のためにフライトを運航し、その貨物便の多くが中央アジアやアフリカを含む紛争地域に向かっていると報告された[3]。
- 2021年2月11日より、成田空港-ヘイダル・アリエフ国際空港に就航開始してる。

## 就航地

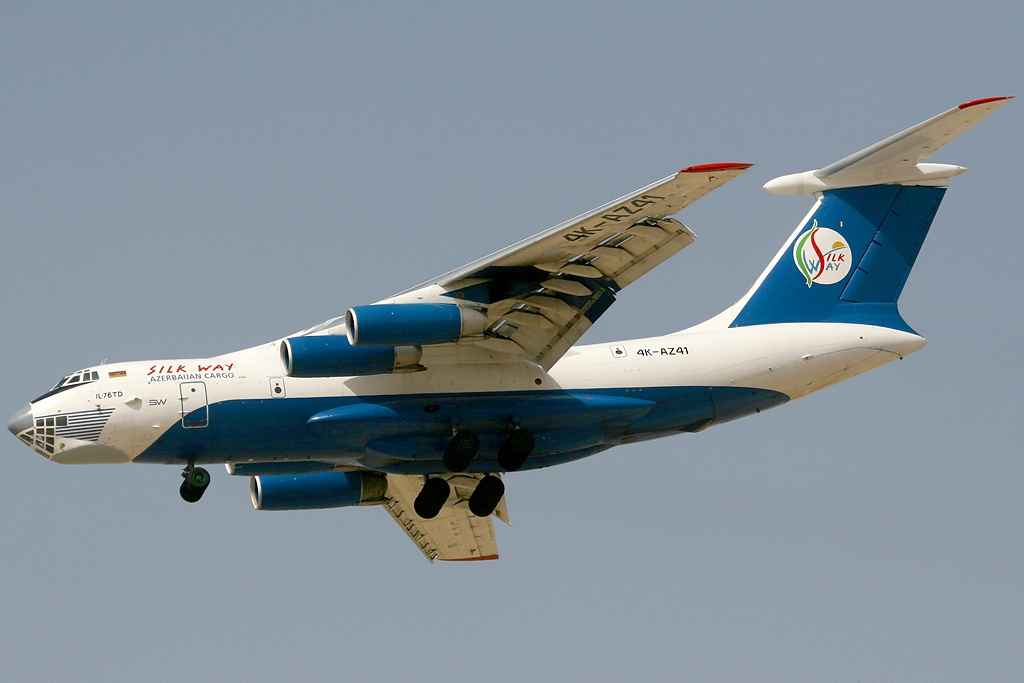
ドバイ国際空港に着陸するIl-76TD

### 現在の路線
※2019年時点
アジア
- バクー
- アクタウ
- アルマトイ
- イスタンブール
- カーブル
- クウェート
- テルアビブ
- ドバイ
- バグダッド
- ビシュケク
- ダッカ
- クアラルンプール
- シンガポール
- 大阪
- 小松
- 上海
- 鄭州
- 香港
- ソウル
- 成田

欧米
- ロンドン
- アムステルダム
- フランクフルト
- ルクセンブルク
- リエージュ
- ミラノ
- ウィーン
- ブダペスト
- モスクワ
- キエフ
- トビリシ
- シカゴ

### 休廃止路線
- アクトべ（英語版）
- アティラウ
- ウルムチ
- オラル
- バスラ
- ボリースピリ
- テヘラン
- ンジャメナ
- ニューヨーク
- マーストリヒト

## 保有機材
| 機種               | 保有数 | 発注数 | 用途 |
| ------------------ | ------ | ------ | ---- |
| イリューシンIl-76  | 4      |        | 貨物 |
| アントノフAn-178   |        | 10     | 貨物 |
| ボーイング737MAX-8 |        | 10     | 旅客 |
| 合計               | 4      | 20     |      |

## 航空事故
- 2002年11月7日現地時刻11時30分頃、チャド・ンジャメナ発シルクウェイ航空4132便のAn-12（4K-AZ21）が同国のコメに着陸した際、滑走路をオーバーランした。機体は損壊したものの、6名の乗組員は全員生存した。[5]
- 2011年7月6日現地時刻0時10分頃、バクー発バグラム空軍基地（アフガニスタン）行きのシルクウェイ航空Il-76（4K-AZ55）が同基地から25km地点にある山中に墜落し、乗組員9名全員が死亡した。この事故機はNATOの国際治安支援部隊によって運航されており、タリバンの関与を指摘する声もある。[6][7]
- 2016年5月18日現地時刻19時頃、トルクメニスタン・マル行きのシルクウェイ航空An-12（4K-AZ25）がアフガニスタン・ドワイヤー飛行場離陸直後にエンジン不調のため墜落し、乗組員9名のうち7名が死亡した。[8]